# Berger Kirche (Düsseldorf)

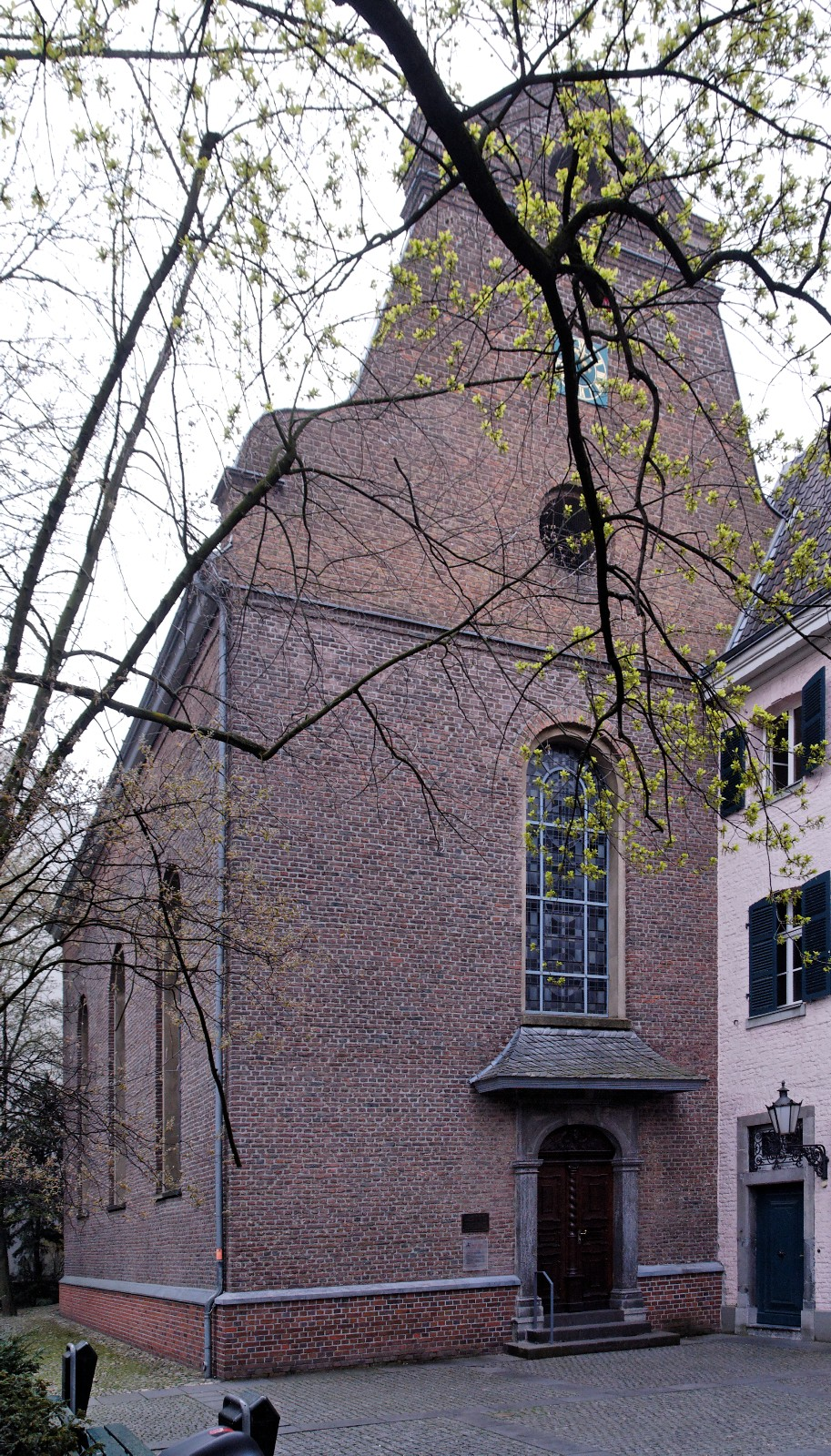
Berger Kirche

Die Berger Kirche ist eine evangelische Kirche aus dem 17. Jahrhundert in der Düsseldorfer Altstadt. Sie gehört seit 2003 zur Diakonie Düsseldorf.

## Geschichte
Die Berger Kirche war die erste Kirche, die die Lutherische Kirche in Düsseldorf erbaute. Der 1683 begonnene und 1687 abgeschlossene Bau wurde am 31. August 1687 eingeweiht. Die Kirche war als „Hofkirche“ angelegt, das heißt in einen Hinterhof verbannt, da Lutheraner im rekatholisierten Düsseldorf seinerzeit lediglich geduldet wurden. Seitlich grenzt sie an die Wallstraße. Nach der Fertigstellung der Johanneskirche war sie nicht mehr der Mittelpunkt des Gemeindelebens, sondern wurde nur zu besonderen Anlässen genutzt. Im Jahr 1943 wurde die Berger Kirche durch Kriegseinwirkungen weitgehend zerstört. Die in den 1960er Jahren wieder aufgebaute und 1966 neu eingeweihte Kirche steht seit 2003 der Diakonie zur Verfügung.
Die erste Orgel wurde 1696 von Peter Weidtmann d. Ä. aus Ratingen gebaut. Sie war vermutlich einmanualig, wurde 1765/66 verkauft und 1766 durch einen Neubau von Jacob Engelbert Teschemacher ersetzt. 1863 erfolgte ein Umbau mit Erweiterung, 1934 eine Restaurierung durch E. F. Walcker & Cie. aus Ludwigsburg. 1943 wurden Kirche und Orgel zerstört. 1965/66 schufen Walcker & Cie. einen Neubau. Dieser wurde 2005 an die Evangelische Kirchengemeinde Schwalbach verkauft. Das aktuelle Instrument ist ein Synthesizer („OR/BIT“).

## Architektur

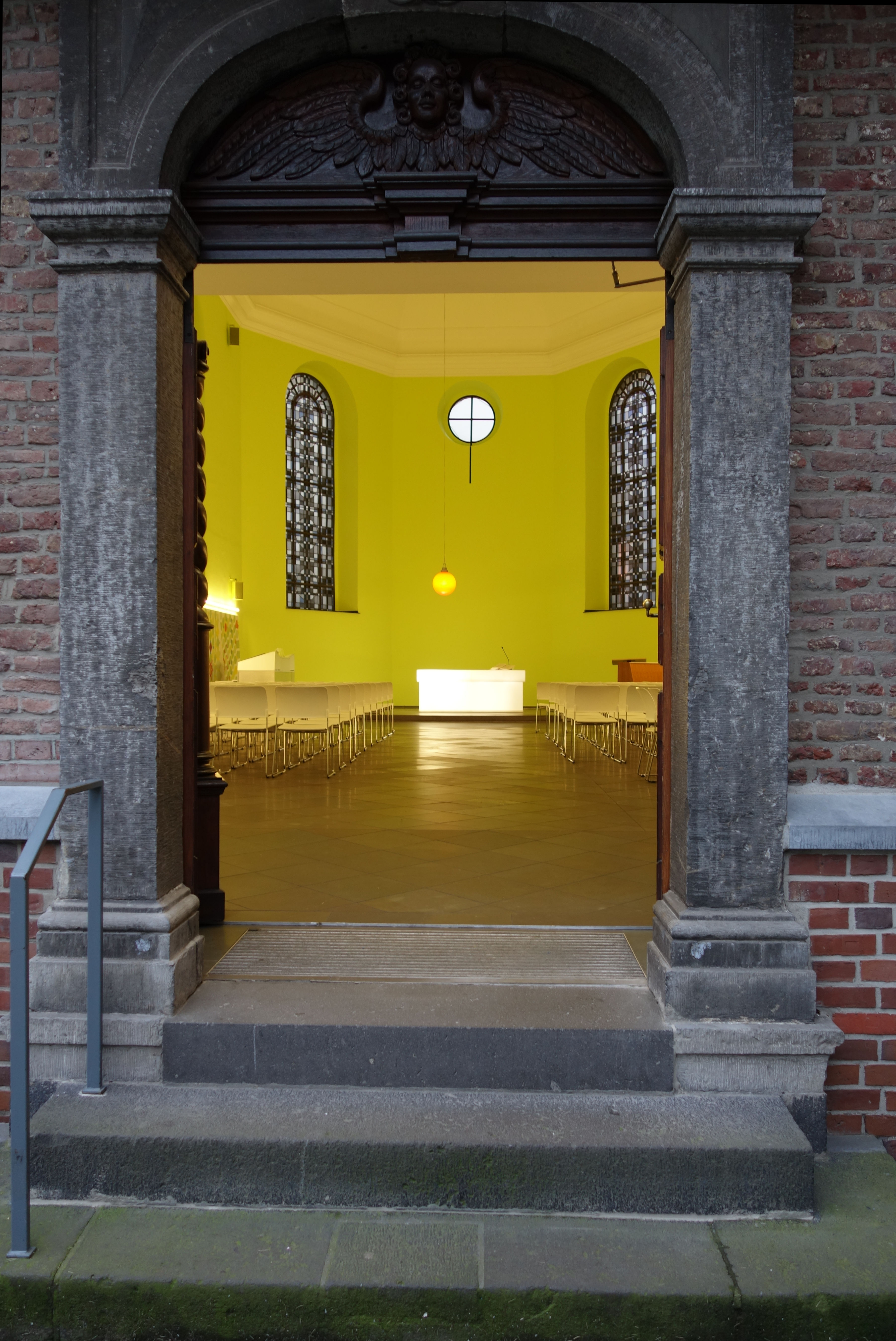
Künstlerische Innenraumgestaltung von Tobias Rehberger

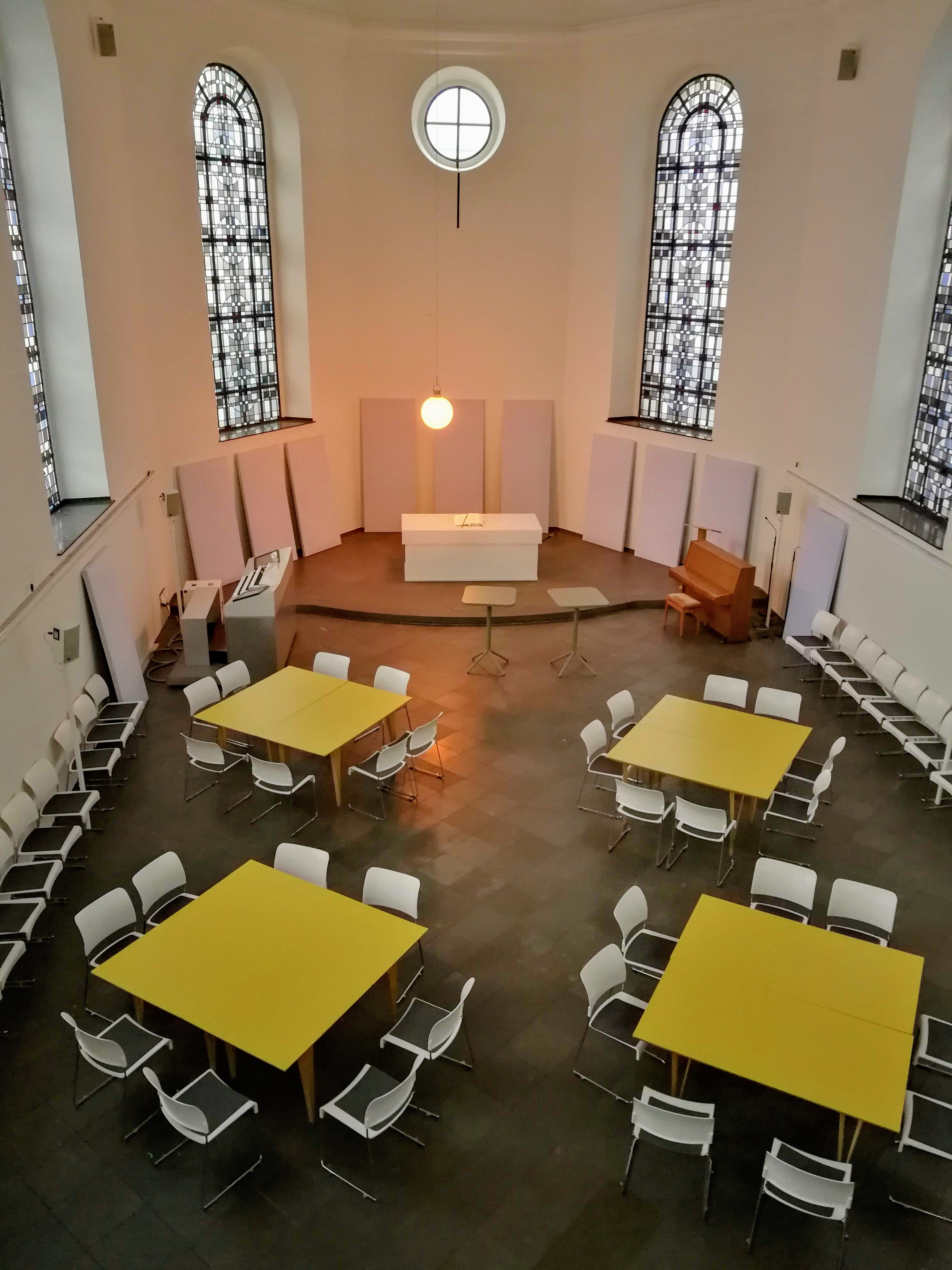
Innenraum (2019)

Die Berger Kirche, eine Saalkirche, wurde mit Sichtziegelmauerwerk aus rotem Backstein errichtet. Die heutige Außenansicht entspricht dem Erscheinungsbild der Entstehungszeit. Sie zeigt einen äußerst schlichten Bau in späten Formen der deutschen Renaissance. Die Ausstattung hingegen wurde im Barock überformt.
Seit 2003 gestaltete der Frankfurter Künstler Tobias Rehberger den Innenraum neu. Ein weißer Acrylglas-Altar ist elektronisch mit der evangelischen Johanneskirche und der katholischen Kirche St. Lambertus verbunden. Geräusche in diesen Kirchen werden über Sensoren erfasst und bewirken, dass der Altar durch Lampen heller leuchtet. Über dem Altar hängt eine rot-orange Lichtkugel. Ferner hat Rehberger für die Seitenwände geometrisch gemusterte, farbig abgestufte Wandbehänge geschaffen.

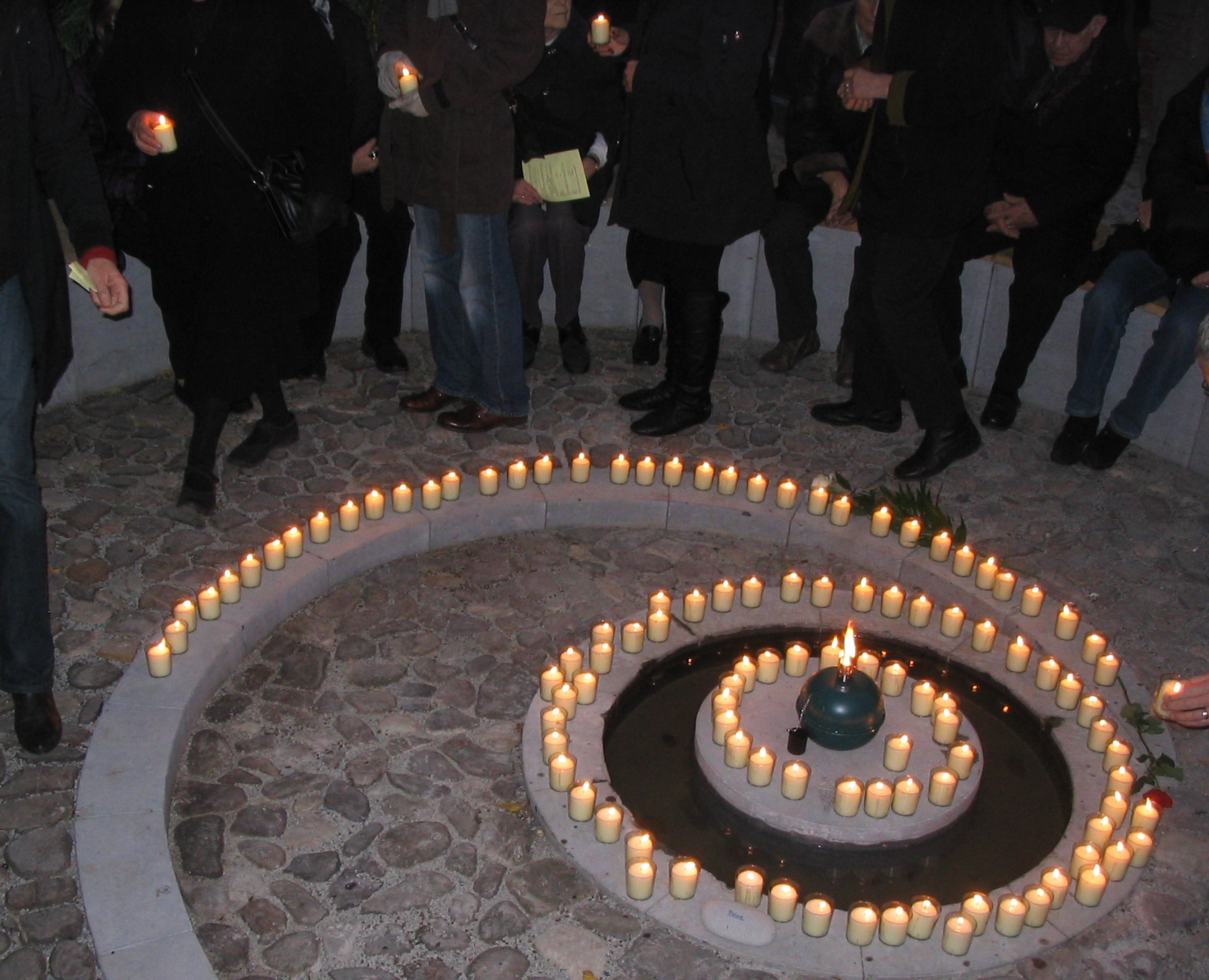
„Trauerort“ im Hof der Kirche am Tag der Einweihung, 2011

Auf dem Außengelände der Kirche errichtete das Psychosoziale Zentrum für Flüchtlinge Düsseldorf einen so genannten Trauerort, für Menschen, die nicht zu den Gräbern ihrer Angehörigen gehen können, für Zuwanderer und Flüchtlinge, für Menschen aller Religionen und Kulturen. Der Entwurf stammt von der Düsseldorfer Künstlerin Anne Mommertz. Geschwungene, mit Naturstein gepflasterte Wege schwingen sich in eine Spirale ein, deren leicht vertieftes Zentrum eine Wasserschale bildet. Hohe Bambuspflanzen sollen Sicht- und Geräuschschutz bilden. Zwei Tafeln übersetzen den Begriff Trauerort in etwa dreißig Sprachen. Die Einweihung fand im November 2011 am Totensonntag statt.